# Joseph Henri Bouchard d’Esparbès de Lussan

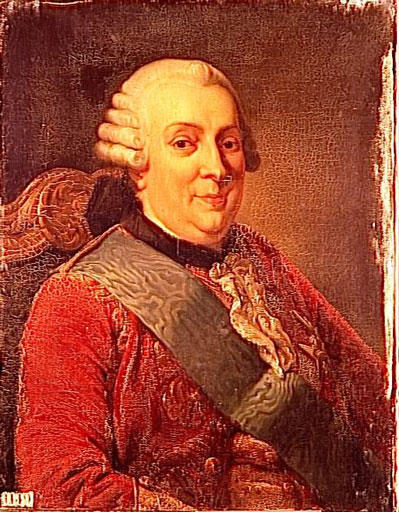
Joseph Henri Bouchard d’Esparbès de Lussan d’Aubeterre, Gemälde von Joseph Nicolas Jouy (1809–1880), 1835, Schloss Versailles

Joseph Henri Bouchard d’Esparbès de Lussan (* 24. Januar 1714 in Saint-Martin-de-la-Coudre, Saintonge; † 28. August 1788 in Paris), genannt le Marquis d’Aubeterre, war ein französischer Militär und Diplomat.

## Leben
Joseph Henri Bouchard d’Esparbès de Lussan war der Sohn von Charles Louis Henri Bouchard d’Esparbès de Lussan (1682–1740), genannt le Marquis d’Aubeterre, und Marie-Anne Jay. Am 30. Juni 1730, mit 16 Jahren trat er unter dem Namen Vicomte d’Aubeterre bei den Musketieren (1. Kompanie) ein, drei Jahre später, 1733 wurde er Kapitän der Kavallerie (Régiment de Peyre). Seine ersten Feldzüge absolviert er im Polnischen Thronfolgekrieg drei Jahre lang in der Rheinarmee.
1738 wurde er Colonel des Régiment d’Infanterie de Provence und wechselte in die Deutschlandarmee unter dem Oberkommando des Marschalls Maillebois. Ab 1740, nach dem Tod seines Vaters, nannte er sich Marquis d’Aubeterre.
1741, im Rahmen des Österreichischen Erbfolgekriegs, nahm am Böhmenfeldzug teil, bei dem er Braunau am Inn und später den Nachschub für Eger (1743) sicherte. In der Schlacht bei Dettingen (27. Juni 1743) wurde er am Arm verwundet. Er zog sich mit der Armee über den Rhein zurück, beendete den Feldzug im Oberelsass unter dem Kommando des Marschalls Coigny.
1744 gehörte er mit seinem Regiment zur Italienarmee unter dem Oberkommando des Prince de Conti und erlitt beim Angriff auf Château-Dauphin im Piemont einen Durchschuss durch den Körper. Er wurde zum Brigadier befördert, stand in diesem Rang erneut unter dem Kommando des Marschalls Maillebois und nahm an den meisten Belagerungen vom 1. April 1745 bis in die ersten Monate des Jahres 1746 teil. Nach der Schlacht bei Piacenza (16. Juni 1746) kehrte er in die Provence zurück und diente bis März 1747 bei der Verteidigung der Region. Nachdem er wieder in die Italienarmee eingegliedert worden war, nahm er unter dem Oberkommando des Marschalls Belle-Isle an den Belagerungen von Nizza, Villefranche-sur-Mer und Ventimiglia teil.
Am 1. Januar 1748 wurde er zum Maréchal de camp befördert, am 2. Februar 1757 in den Orden vom Heiligen Geist aufgenommen. 1758 wurde er zum Lieutenant-général ernannt, und 1767 zum Conseiller d’État d‘épée.
Während dieser Zeit wurde er, nachdem er die Armee verlassen hatte, von Ludwig XV. mit mehreren wichtigen Gesandtschaften beauftragt. Er war Botschafter in Wien (September 1753 bis August 1756) (wobei er großen Anteil am Vertrag von Versailles vom 1. Mai 1756 hatte), außerordentlicher Gesandter in Madrid (September 1756 bis 1761), außerordentlicher und bevollmächtigter Gesandter beim Friedenskongress, der in Augsburg stattfinden sollte (dann aber nicht stattfand), und schließlich beim Heiligen Stuhl (1763–1769). Er nahm durch seine Korrespondenz und Anweisungen an den Kardinal François-Joachim de Pierre de Bernis indirekt am Konklave von 1769 (15. Februar bis 15. Mai) teil, mit dem Ziel, die von den Zelanti und den Jesuiten unterstützten Kandidaten scheitern zu lassen.
1775 bis 1784 war er Oberkommandierender (Commandant en chef) in der Bretagne. Am 13. Juni 1783 wurde er zum Marschall von Frankreich ernannt.
Am 4. Juli 1738 heiratete er seine Kusine Marie-Françoise Bouchard d’Esparbès de Lussan d’Aubeterre (* 9. Juni 1720; † 9. August 1772 in Aachen), Tochter von Louis-Pierre Joseph Bouchard d’Esparbès, Comte de Jonzac, und Marie-Françoise Hénaut. Am 8. Juli 1775 heiratete er in zweiter Ehe Françoise Marie Rosalie de Scépeaux de Beaupréau (* 16. April 1727). Beide Ehen blieben ohne Nachkommen.
Er starb am 28. August 1788 in Paris.